# 363 до н. е.

## Події
- Консулами Римської республіки були призначені Гней Генуцій Авентінс та Луцій Емілій Мамерцін, які мали боротися з епідемією. Втім скоро замість них був призначений військовий диктатор Луцій Манлій Капітолін Імперіос.
- Сатрап Вірменії Оронт, який повинен був очолити військо, призначене для вторгнення в Сирію, перейшов на бік Артаксеркса і передав йому тих заколотників, які знаходилися у нього.

### Астрономічні явища
- 7 січня. Часткове сонячне затемнення.[1]
- 3 червня. Часткове сонячне затемнення.[1]
- 3 липня. Часткове сонячне затемнення.[1]
- 27 листопада. Часткове сонячне затемнення.[1]

## Народились
- Євмен — діадох.